# Zákányfalu
Zákányfalu község Somogy vármegyében, a Csurgói járásban.

## Fekvése
Csurgótól nyugatra, Zákány mellett fekvő település. A falu a Zákányi-dombok keleti oldalán helyezkedik el. Központján a Nagykanizsa-Gyékényes közti 6804-es út halad keresztül, de közigazgatási határszélét érinti a Porrogszentkirály-Surd közti 6813-as út is. Innen indul a 6804-es útból a 68 118-as számú mellékút Őrtilosra és annak vasútállomására.

## Története
Korábban Zákány északi településrésze volt, 2002. október 20-tól vált önálló községgé, felvéve mai nevet. 2007-ben a lakosságszáma 537 fő volt, akik összesen 238 lakásban éltek a településen, mára viszont már a megyére jellemző aprófalu lett.

## Közélete

### Polgármesterei
- 2002–2006: Rada János (független)[4]
- 2006–2010: Rada János (független)[5]
- 2010–2014: Palotai Hajnalka (független)[6]
- 2014–2019: Palotai Hajnalka (független)[7]
- 2019–2024: Palotai Hajnalka (független)[8]
- 2024– : Palotai Hajnalka (független)[1]

## Népesség
A település népességének változása:
| Lakosok száma | 555  | 537  | 529  | 518  | 494  | 373  | 381  |
|               | 2013 | 2014 | 2015 | 2021 | 2022 | 2023 | 2024 |

A 2011-es népszámlálás során a lakosok 90,8%-a magyarnak, 3,6% cigánynak, 0,2% horvátnak, 0,4% németnek, 0,4% románnak mondta magát (9,2% nem nyilatkozott; a kettős identitások miatt a végösszeg nagyobb lehet 100%-nál). A vallási megoszlás a következő volt: római katolikus 72,3%, református 0,5%, evangélikus 3,8%, felekezeten kívüli 4,2% (18,5% nem nyilatkozott).
2022-ben a lakosság 91,5%-a vallotta magát magyarnak, 5,3% cigánynak, 1,4% németnek, 0,2% bolgárnak, 1,6% egyéb, nem hazai nemzetiségűnek (8,3% nem nyilatkozott; a kettős identitások miatt a végösszeg nagyobb lehet 100%-nál). Vallásuk szerint 52,4% volt római katolikus, 2,6% evangélikus, 1% református, 1,4% egyéb katolikus, 5,5% felekezeten kívüli (36,8% nem válaszolt).

## Nevezetességei
- Zichy-kastély